# Charles Bennett (actor)
Charles Bennett (Dunedin, Nova Zelanda, 11 de març de 1889 - Hollywood, 15 de febrer de 1943) va ser un actor britànic que va sortir en més de 100 films entre 1912 i 1932.

## Filmografia

### Vitagraph Company of America
- 1912 How States Are Made de Rollin S. Sturgeon (curt): Pioner
- 1912 Sunset; or, Her Only Romance (curt)
- 1912 The Two Penitents (curt)
- 1912 The Price of Big Bob's Silence de Rollin S. Sturgeon (curt)
- 1912 The Craven de Rollin S. Sturgeon (curt)
- 1912 The Greater Love de Rollin S. Sturgeon (curt)
- 1912 The Redemption of Ben Farland de Rollin S. Sturgeon (curt)
- 1912 The Prayers of Manuelo de Rollin S. Sturgeon (curt)
- 1912 Her Brother de Rollin S. Sturgeon (curt)
- 1912 Lincoln's Gettysburg Address de J. Stuart Blackton i James Young (curt)
- 1912 A Wasted Sacrifice de Rollin S. Sturgeon (curt)
- 1912 Popular Betty de James Young (curt)
- 1912 Timid May de Rollin S. Sturgeon (curt)
- 1912 Omens of the Mesa de Rollin S. Sturgeon (curt)
- 1913 A Bit of Blue Ribbon de Rollin S. Sturgeon (curt)
- 1913 The Smoke from Lone Bill's Cabin de Rollin S. Sturgeon (curt)
- 1913 The Whispered Word de Rollin S. Sturgeon (curt)
- 1913 The Artist and the Brute de Henry MacRae (curt)
- 1913 When the Desert Was Kind de Rollin S. Sturgeon (curt)
- 1913 A Matter of Matrimony de Rollin S. Sturgeon (curt)
- 1913 The Two Brothers de Rollin S. Sturgeon (curt)
- 1913 The Transition de Rollin S. Sturgeon (curt)
- 1913 The Power That Rules de Rollin S. Sturgeon (curt)
- 1913 The Wrong Pair de Rollin S. Sturgeon (curt)
- 1913 Sandy and Shorty Work Together de Robert Thornby (curt)
- 1913 The Courage of the Commonplace de Rollin S. Sturgeon (curt)
- 1913 The Fortune Hunters of Hicksville de Robert Thornby (curt)
- 1913 Slim Driscoll, Samaritan de Robert Thornby (curt)
- 1913 $1,000 Reward (curt)
- 1913 The Passing of Joe Mary de Robert Thornby (curt)
- 1913 His Lordship Billy Smoke de Robert Thornby (curt)
- 1913 Sunny; or, The Cattle Thief de Robert Thornby (curt)
- 1913 Daddy's Soldier Boy de Robert Thornby (curt)
- 1913 The Race de Robert Thornby (curt)
- 1913 Salvation Sal de Robert Thornby (curt)
- 1913 When Friendship Ceases de Robert Thornby (curt)
- 1913 The Outlaw de Robert Thornby (curt)
- 1913 The King's Man de William J. Bauman (curt)
- 1913 Any Port in a Storm de William J. Bauman (curt)
- 1913 The Face of Fear de William J. Bauman (curt)
- 1913 Her Husband's Friend de Hardee Kirkland (curt)
- 1914 The Little Bugler de Robert Thornby (curt)
- 1914 Tainted Money de Burton L. King (curt) John Bennett
- 1914 The Winner Wins de William J. Bauman (curt)
- 1914 Master of the Mine de William J. Bauman (curt) James Arnold
- 1914 The Old Oak's Secret de Robert Thornby (curt)
- 1914 Ginger's Reign de Burton L. King (curt)
- 1914 The Way to Heaven d'Ulysses Davis (curt)
- 1914 The Ghosts de William J. Bauman (curt)
- 1914 Millions for Defence d'Ulysses Davis (curt)
- 1914 A Little Madonna d'Ulysses Davis (curt)
- 1914 Tony, the Greaser de Rollin S. Sturgeon (curt)
- 1914 Fine Feathers Make Fine Birds de William Humphrey (curt)

### The Keystone Film Company
- 1914 Mabel's Busy Day de Mabel Normand (curt)
- 1914 The Property Man de Charles Chaplin (curt):
- 1914 The Face on the Bar Room Floor de Charles Chaplin (curt)
- 1914 Recreation de Charles Chaplin (curt)
- 1914 Hello, Mabel de Mabel Normand (curt)
- 1914 Mabel's Blunder de Mabel Normand (curt)
- 1914 Dough and Dynamite de Charles Chaplin (curt)
- 1914 Tillie's Punctured Romance de Mack Sennett

### Biograph Company
- 1915 For Her Happiness (curt)
- 1915 The Maid o' the Mountain de Travers Vale (curt)
- 1915 Love's Melody d'Edward Morrissey (curt)
- 1915 The Chadford Diamonds de George Reehm (curt)
- 1915 Stronger Than Love de George Morgan (curt)
- 1915 The Little Slavey d'Edward Morrissey (curt)
- 1915 Heart Trouble (curt)
- 1915 Blow for Blow (curt)
- 1915 The Vulture (curt)
- 1915 The Passing Storm d'Alan Hale (curt)
- 1915 Anita's Butterfly de John Francis Dillon (curt)
- 1915 Love's Enduring Flame (curt)
- 1915 His Emergency Wife (curt)

### Divers
- 1917 A Berth Scandal de John Francis Dillon (curt)
- 1917 The Rainbow Girl de Rollin S. Sturgeon
- 1918 The Bride of Fear de Sidney Franklin: Martin Sterling
- 1919 All Wrong de Raymond B. West i William Worthington
- 1919 The Adventures of Ruth de George Marshall
- 1922 The Top of New York de William Desmond Taylor
- 1924 America de D.W. Griffith
- 1933 Narcotic de Dwain Esper i Vival Sodar't
- 1934 L'illa del tresor (Treasure Island) de Victor Fleming
- 1935 I Live My Life de W.S. Van Dyke
- 1936 Lloyd's of London de Henry King
- 1936 Born to Dance de Roy Del Ruth
- 1937 Step Lively, Jeeves! d'Eugene Forde
- 1937 The Road Back de James Whale
- 1937 The Man Who Cried Wolf de Lewis R. Foster
- 1937 Senyoreta en desgràcia (A Damsel in Distress) de George Stevens
- 1938 Les aventures de Robin Hood (The Adventures of Robin Hood) de Michael Curtiz i William Keighley
- 1938 Mysterious Mr. Moto de Norman Foster
- 1939 Gunga Din de George Stevens
- 1939 The Light That Failed de William A. Wellman
- 1940 Adventure in Diamonds de George Fitzmaurice
- 1941 Ciutadà Kane (Citizen Kane) d'Orson Welles
- 1941 Man Hunt de Fritz Lang
- 1941 A Yank in the R.A.F. de Henry King
- 1942 Mrs Miniver de William Wyler
- 1942 Random Harvest de Mervyn LeRoy
- 1943 It Ain't Hay d'Erle C. Kenton